# Grabić
Grabić falu Horvátországban Verőce-Drávamente megyében. Közigazgatásilag Szópiához tartozik.

## Fekvése
Verőce központjától légvonalban 24, közúton 32 km-re keletre, községközpontjától légvonalban 5, közúton 7 km-re délnyugatra, Nyugat-Szlavóniában, a Drávamenti-síkságon, Kapinci és Bakić között fekszik.

## Története
A település a 19. század közepén keletkezett Medinci északnyugati határrészén. A második katonai felmérés térképén (1806-1869) már szerepel. Verőce vármegye Szalatnoki járásának része volt. 1869-ben 111, 1910-ben 237 lakosa volt. 1910-ben a népszámlálás adatai szerint lakosságának 82%-a német, 12%-a magyar, 5%-a cseh anyanyelvű volt. Az I. világháború után 1918-ban az új szerb-horvát-szlovén állam, majd később (1929-ben) Jugoszlávia része lett. A II. világháború végén a partizánok elűzték a német és magyar lakosságot, a helyükre a háború után horvátok és szerbek települtek. 1991-ben 166 főnyi lakosságának 90%-a horvát, 7%-a szerb nemzetiségű volt. 2011-ben a településnek 122 lakosa volt.

## Lakossága
| Lakosság változása | Lakosság változása | Lakosság változása | Lakosság változása | Lakosság változása | Lakosság változása | Lakosság változása | Lakosság változása | Lakosság változása | Lakosság változása | Lakosság változása | Lakosság változása | Lakosság változása | Lakosság változása | Lakosság változása | Lakosság változása |
| ------------------ | ------------------ | ------------------ | ------------------ | ------------------ | ------------------ | ------------------ | ------------------ | ------------------ | ------------------ | ------------------ | ------------------ | ------------------ | ------------------ | ------------------ | ------------------ |
| 1857               | 1869               | 1880               | 1890               | 1900               | 1910               | 1921               | 1931               | 1948               | 1953               | 1961               | 1971               | 1981               | 1991               | 2001               | 2011               |
| 0                  | 111                | 165                | 183                | 235                | 237                | 248                | 255                | 313                | 317                | 269                | 181                | 133                | 166                | 145                | 122                |

(1890-ig településrészként.)